# Povestitorul Andersen
Povestitorul Andersen (2002-2003) (daneză Der var engang...) este un serial de animație danez, a cărui episoade se bazează pe basmele lui Hans Christian Andersen. Seria reprezintă, de asemenea, celebrarea a 200 de ani de la nașterea autorului.
Actorul danez Henrik Koefoed este vocea originală din spatele povestitorului Andersen. În România, serialul a fost difuzat pe postul Minimax. Dublajul a fost realizat de Zone Studio Oradea, cu distribuția formată din actorii Geo Dinescu, Richard Balint, Ileana Iurciuc, Florian Silaghi, Petre Ghimbășan, Anca Sigmirean, Daniel Vulcu, Alexandru Rusu, și alții.

## Intro
Fiecare episod al serialului este deschis de un intro. Pe melodia de generic, un tânăr grăbit pedalează spre locuința unor oameni pentru a-i suplini pe părinții familiei cu pricina. Copiii, un băiat și o fată, rămân în grija povestitorului, pregătind camera pentru ascultarea basmelor. La aprinderea unei lumânări, cei trei se transformă în personajele unui univers animat.

## Episoade

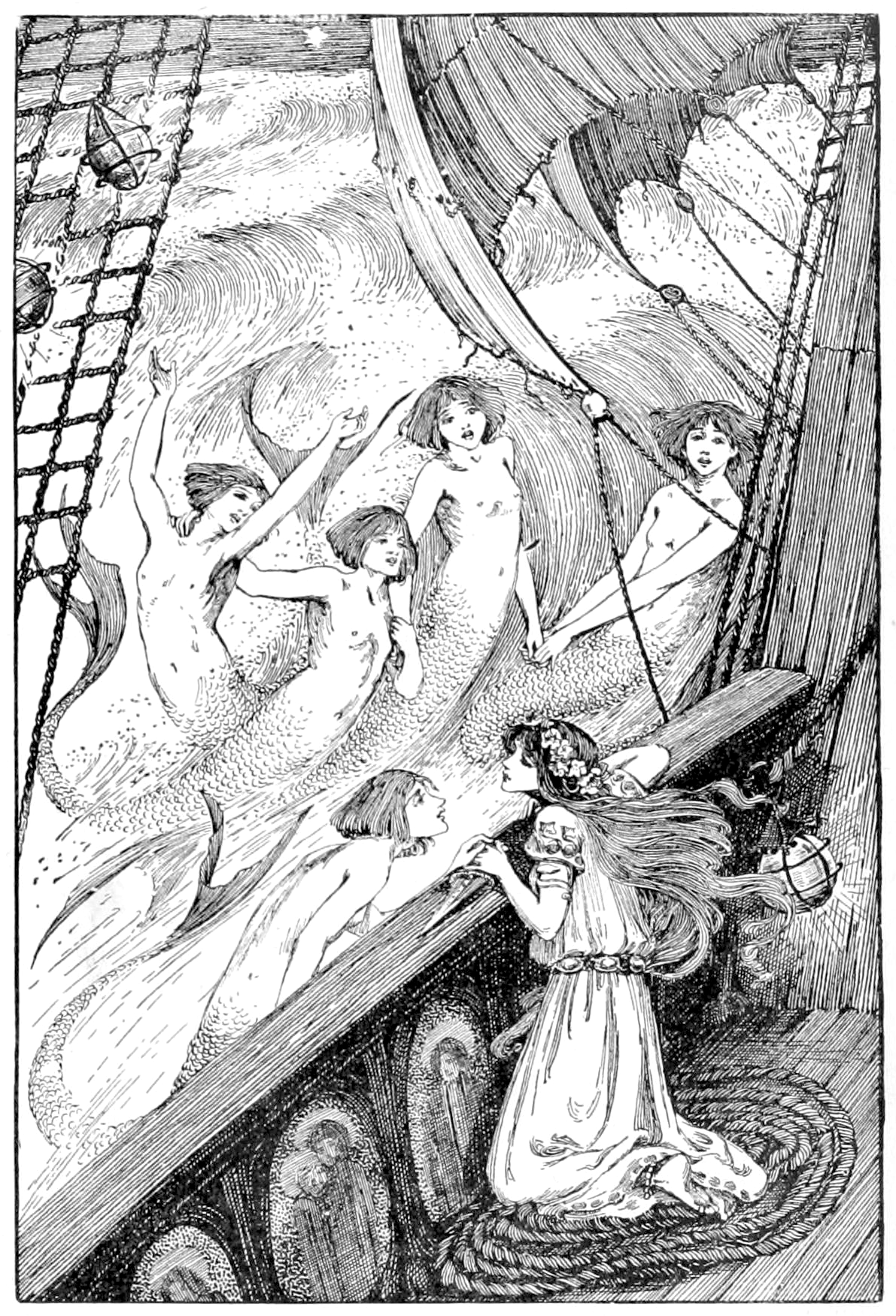
Spre deosebire de alte adaptări, Povestitorul Andersen nu schimbă detalii narative ale basmelor (exemplu: transformarea micuței sirene în spuma mării).

Cinci din episoadele seriei sunt compuse din două segmente, prezentând povești mai scurte ca și conținut. Basmul Crăiasa zăpezii este împărțit în două episoade. 
| Titlul în limba română        | Titlul în limba engleză        |
| ----------------------------- | ------------------------------ |
|                               |                                |
| Hainele noi ale împăratului   | The Emperor's New Clothes      |
|                               |                                |
| Soldățelul de plumb           | The Hardy Tin Soldier          |
|                               |                                |
| Îndrăgostiții                 | The Lovers                     |
| Vechiul felinar               | The Old Street Lamp            |
|                               |                                |
| Lebedele                      | The Wild Swans                 |
|                               |                                |
| Cufărul zburător              | The Flying Trunk               |
|                               |                                |
| Omul de zăpadă                | The Snowman                    |
| Greierele                     | The Jumper                     |
|                               |                                |
| Gândacul                      | The Beetle                     |
|                               |                                |
| Bătrânul înțelept             | What The Old Man Does Is Right |
|                               |                                |
| Galoșii aducători de noroc    | The Galoshes of Fortune        |
|                               |                                |
| Comoara de aur                | The Golden Treasure            |
|                               |                                |
| Profesorul și puricele        | The Flea and the Professor     |
|                               |                                |
| Prințesa și bobul de mazăre   | The Princess and the Pea       |
| Florile micuței Ida           | Little Ida's Flowers           |
|                               |                                |
| Grădinarul și familia         | The Gardener and the Family    |
| Supă de salam cu cuie de lemn | Soup On A Sausage Peg          |
|                               |                                |
| Mica sirenă                   | The Little Mermaid             |
|                               |                                |
| Porcarul                      | The Swineherd                  |
|                               |                                |
| Bradul                        | The Fir Tree                   |
|                               |                                |
| Totul e adevărat              | It's Quite True                |
| Oli închide ochii             | Ollie Shuteye                  |
|                               |                                |
| Rățușca cea urâtă             | The Ugly Duckling              |
|                               |                                |
| Amnarul fermecat              | The Tinderbox                  |
|                               |                                |
| Crăiasa zăpezii partea 1      | The Snow Queen Part 1          |
|                               |                                |
| Crăiasa zăpezii partea 2      | The Snow Queen Part 2          |
|                               |                                |
| Privighetoarea                | The Nightingale                |
|                               |                                |
| Jack cel ciudat               | Jack The Fool                  |
|                               |                                |
| Degețica                      | Thumbelina                     |
|                               |                                |
| Sticluța                      | The Bottleneck                 |
|                               |                                |
| Tovarășul de călătorie        | The Travelling Companion       |
|                               |                                |